# Примітивні ахондрити
Примітивні ахондрити — це різновид метеоритів, великий класифікаційний підрозділ. При класифікації їх розміщують на єдиному щаблі (історична назва цього щабля — «Клас») із хондритами та ахондритами — десь посередині між ними. Їх називають примітивними, оскільки вони є ахондритами, які зберегли чимало своїх початкових хондритних властивостей. Дуже характерними для них є залишки хондр та хімічних елементів, що є близькими до хімічної композиції хондритів. Такі спостереження пояснюють залишками плавлення, частковим плавленням, або затяжною рекристалізацією.

## Історія
Концепція примітивних ахондритів вперше була сформована та висловлена у 1983 році.
У 2006 році була опублікована класифікація, яка приписувала 7 груп метеоритів до примітивних ахондритів, однак така класифікація все ще залишається суперечливою. Автори визначають примітивні ахондрити як метеорити,

| «…що, перебуваючи на батьківському тілі, зазнали перевищення температури, яка є граничною для зберігання твердого стану» Оригінальний текст (англ.) «…that exceeded their solidus temperature on the parent body» |
Тому й частково розплавились. Сюди ж відносять і метеорити, які розплавились повністю, але не досягли ізотопної рівноваги на своєму батьківському тілі.

## Опис
Існує багато ознак, за якими окремі ахондрити можна ідентифікувати як примітивні. Деякі з них мають реліктові хондри (напр., акапулькоїти та лодраніти) інші — мають такі ж ізотопні співвідношення, як і хондрити. Існують також ознаки схожості у концентраціях залишкових елементів між примітивними ахондритами та хондритами. Текстурний індикатор можна виявити у петрографічних шліфах. Якщо ахондрит є примітивним — він утворився шляхом рекристалізації та повинен мати чимало 120° міжзернових границь. Нормальні ахондрити формуються шляхом кристалізації з магми — а тому матимуть магматичну текстуру.
Наприклад, лодраніти заведено розглядати як залишок від часткового плавлення, тоді як акапулькоїти розглядаються як, власне, частково розплавлені породи, однак як одні, так і другі утворюються в результаті часткового плавлення. Уреїліти та бракініти залишаються під питанням, і можуть пояснюватися або як залишки плавлення, або як кумуляти.

## Підрозділи
До примітивних ахондритів прийнято відносити такі групи:
- Уреїліти
- Бракініти
- Акапулькоїти
- Лодраніти
- Вінонаїти
- IAB
- IIICD